# 오스트레일리아 노동당
오스트레일리아 노동당(영어: Australian Labor Party, 약칭 ALP)은 오스트레일리아의 중도좌파 정당이다. 노동당은 1901년에 노동조합의 연합체로 창당되었으며, 여러 명의 총리를 배출하였다. 노동당은 자유당과 국민당의 연합체인 보수연립과 양당 관계를 가지고 있으며, 빅토리아주, 퀸즐랜드주, 사우스오스트레일리아주, 오스트레일리아 수도 준주의 지방 정부를 차지하고 있다. 2022년 총선에서 보수연립을 이기고 오스트레일리아 노동당은 현재 오스트레일리아의 여당이다.

## 개요
노동당은 창당 이후 1921년에 발표한 당헌에서 '민주적 사회주의 정당'을 표방하였으며 사회 전반의 민주적 사회주의의 확산과 사회 개혁을 목표로 삼는다고 밝혔다. 그러나 이 당헌은 1940년대에 벤 치플리 내각이 사회 개혁과 국유화 정책에 실패한 후 점차 우경화되었다. 현재의 노동당은 초기의 당헌을 일부 유지하면서도 '현대적 사회민주주의 정당', 노동자의 정당', '일하는 정당'임을 표방하고 있다.
2007년에 노동당은 11년 동안 집권하였던 보수연립의 존 하워드 총리를 꺾고 케빈 러드를 새 총리로 선출하였다. 그러나 2010년에 탄소세를 비롯한 일련의 정책들로 인해 케빈 러드의 지지율이 하락하자 부대표인 줄리아 길러드가 러드를 직위 해제하고 새로 대표직에 선출되었다. 이후 총리가 된 길러드는 2013년에 다시 러드에 의해 직위 해제되었으며, 이러한 당 내부의 분열로 인해 2013년 총선에서 노동당은 55석을 차지하는 데 그쳐 야당으로 밀려나게 되었다. 이후 선출된 빌 쇼튼 대표 하에서 노동당은 2016년 총선에서 69석을 차지해 의석수를 늘렸지만 집권에는 실패하였다. 노동당은 사회주의 인터네셔널의 회원이었으나 2014년에 탈퇴하였으며 현재는 진보동맹의 회원으로 있다.

## 역사

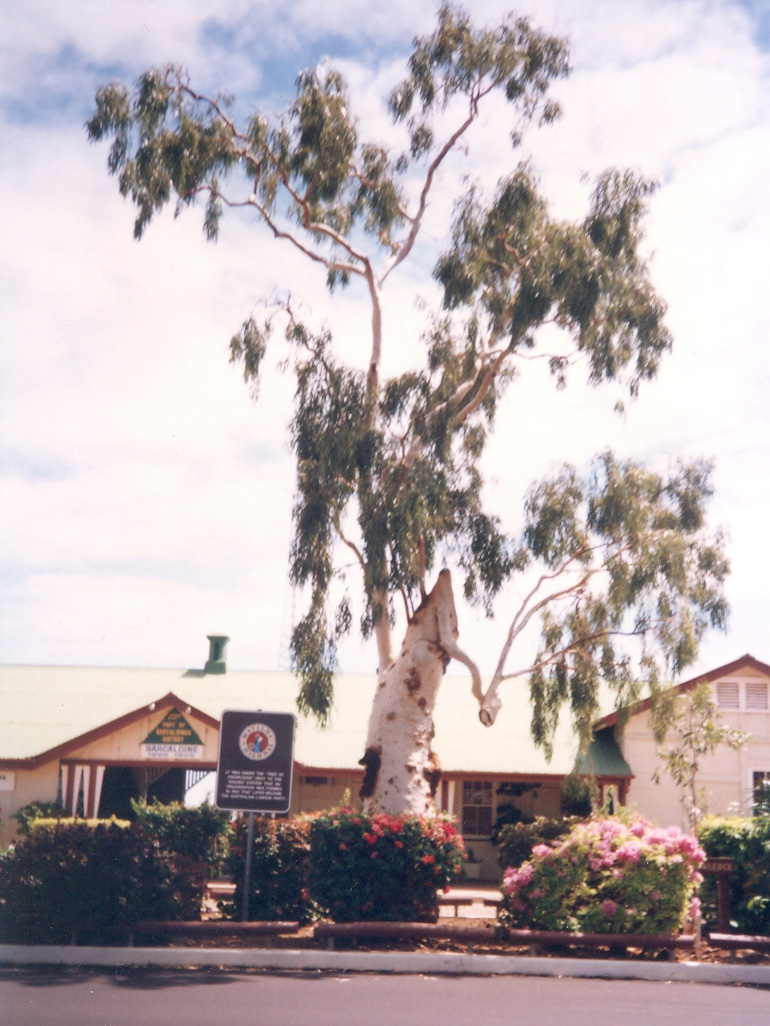
지식의 나무. 노동당 지도부는 이곳에서 처음 당 결성을 논의하였다.

### 노동자 정당
노동당은 1890년대에 여러 노동조합이 연합하면서 출범하게 되었다. 1891년 각 노동조합 지도자들은 퀸즐랜드 바칼딘에 있는 '지식의 나무'라는 고목에서 노동당 결성을 논의하였다. 퀸즐랜드에서 처음 결성된 노동당은 그해 퀸즐랜드에서 치러진 주의회 선거에 처음 출마해 35석의 의원들을 배출하면서 3당을 차지, 의회 내에서 주도권을 잡게 되었다. 이후 사우스오스트레일리아에서도 통합노동당이 출범해 의회 내에 진출하였으며, 이후 1893년에는 처음으로 오스트레일리아 하원에 진출하게 되었다. 또한 이 시기의 노동당은 농본주의를 표방하여 농민들의 지지를 얻기도 하였다.

### 재창당
1901년 5월 8일에 맬버른에서 공식적으로 재창당을 한 노동당은 1908년에 앤드루 피셔를 총리로 한 소수 정부를 처음으로 배출하였다. 피셔는 1909년까지 총리를 역임하였으며, 이후 1910년에서 1913년, 1914년에서 1915년까지 총리를 역임하였다. 이 시기에 제1차 세계대전이 발발하였고, 노동당 출신의 총리였던 빌리 휴스는 전시 정책을 펴기 위해 노동당을 탈당하고 국민노동당을 창당하였다. 이후 휴스는 노동당으로 돌아가지 않고 통합 오스트레일리아당에 참가해 보수정당에서 활동하게 되었다.

### 당명 변경
한편 노동당은 1912년에 당명을 영국식의 'Labour'에서 'Labor'로 변경하였다. 이러한 변경은 오스트레일리아 영어의 표준 발음법의 통과와 미국의 노동운동에서 영향을 받은 것이었다. 이러한 움직임을 주도하였던 미국 태생의 킹 오맬리는 새 당명이 정당 활동을 더 '현대적'으로 보이게 할 것이라고 주장하였다.

### 당 강헌 발표
1제 차 세계대전과 이후 노동당은 1921년에 개최한 전당대회에서 '산업, 생산, 분배, 교환 등 모든 면에서 민주적 사회주의를 실현한다'는 당헌을 발표하였다. 이후 노동당은 1922년에 이를 '민주적 사회주의로의 접근'이라고 표명하였다. 그러나 해당 당헌은 벤 치플리의 노동당 내각이 사회 개혁 정책에 실패하면서 대대적으로 수정되었다. 1929년부터 집권한 제임스 스컬린은 세계 대공황을 비롯한 경제 위기에 적절한 대응 조치를 취하지 못하였으며, 이는 1931년 총선에서 참패하는 결과로 이어졌다.

### 전시내각
1939년에 제2차 세계대전이 발발하면서 노동당은 1941년에 존 커틴을 위시로 한 전시 내각을 구성하게 되었다. 커틴 내각은 2명의 무소속 의원들에 의해 유지되는 소수 정부를 꾸렸으나 1943년 총선에서 대승을 거둬 안정적인 의석수를 확보하게 되었다. 1941년 12월에 커틴은 '미국과의 동맹'을 선언하였으며 일본과의 전쟁에서 뚜렷한 성과를 보여 국민적인 인기를 얻게 되었다. 종전이 되기 몇 달 전에 커틴은 갑작스럽게 사망하였으며, 프랭크 포드의 임시 내각을 거쳐 노동당은 벤 치플리를 새 총리로 옹립하였다. 치플리는 개혁주의 성향의 정책들을 실시하며, 오스트레일리아를 개혁하려 하였지만 1949년 총선에서 노동당은 보수연립에게 패했다.

### 야당 및 재집권

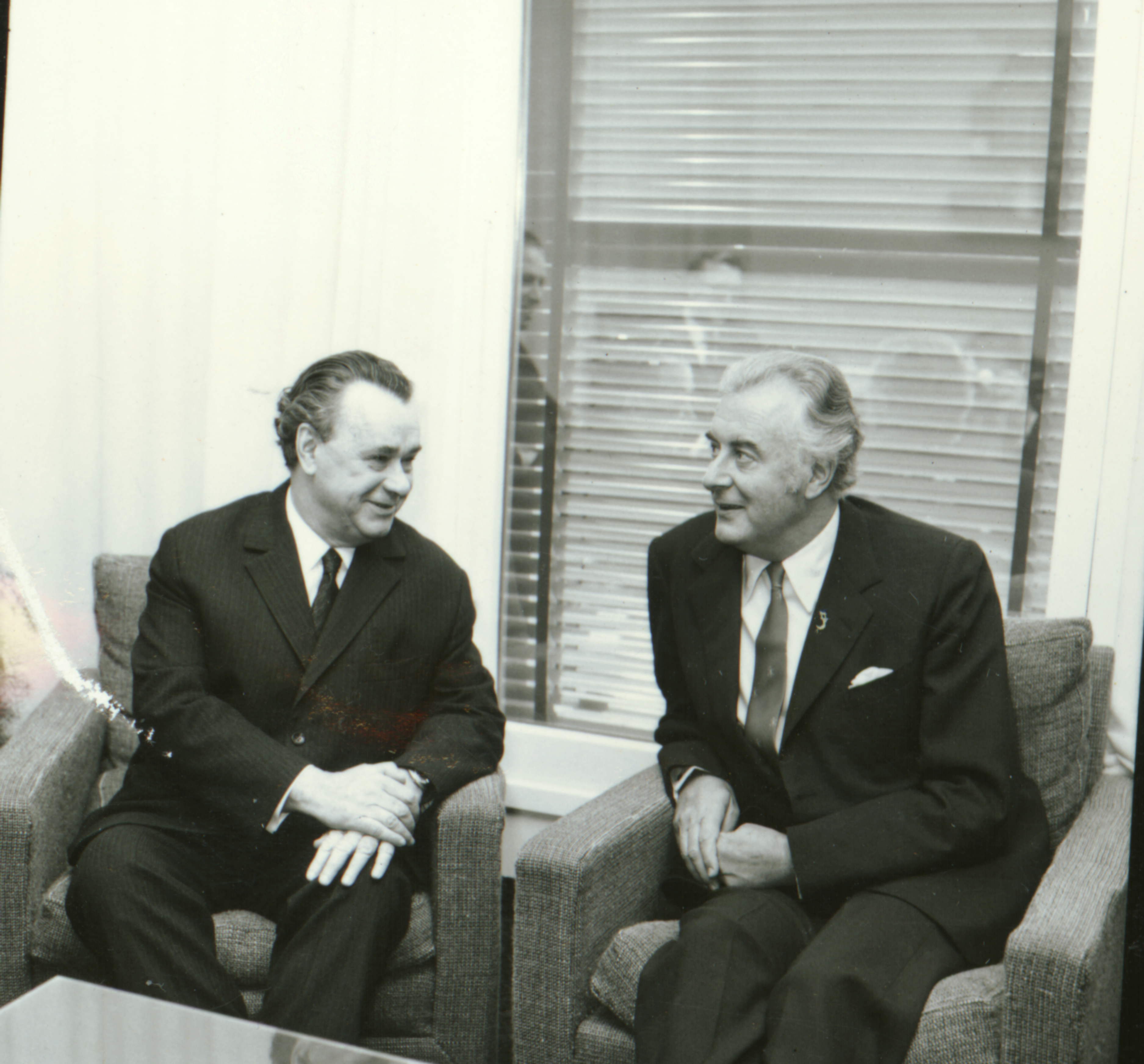
고프 휘틀럼(우)은 여러 개혁을 시행했지만 총독에게 파면당하면서 총리직에서 물러났다.

보수연립의 로버트 맨지스가 1949년부터 1966년까지 총리직을 역임하면서 노동당은 23년 동안 야당을 지냈다. 이 시기의 노동당은 민주사회주의 노선을 포기하고 실용주의와 사회민주주의를 표방하는 정당이 되었다. 1972년에 고프 휘틀럼이 총리직에 올라 노동당은 다시 정부를 차지하게 되었다. 휘틀럼은 노동자에게 유화적인 정책을 추진하였으며, 1973년에는 오랫동안 시행되어 온 백호주의 정책도 폐기하였다. 이후 휘틀럼은 1974년 총선에서 재집권에 성공하였다.

### 휘틀럼 전 대표 사임
1975년에 고프 휘틀럼의 정책에 반발해 오스트레일리아 상원이 재총선을 요구하였고, 휘틀럼은 이에 대해 강하게 반발하면서 정계에 대혼란이 빚어졌다. 결국 그해 총독이었던 존 커는 노동당 출신임에도 불구하고 휘틀럼은 파면하였다. 이에 치러진 1975년 총선에서 노동당은 보수연립에 대패하였다. 휘틀럼은 대표직을 계속 역임했지만 1977년 총선에서도 패배하자 곧 사퇴하였다.

### 밥 호크 전 총리
1983년 총선에서 노동당은 밥 호크를 총리로 배출하였다. 호크는 1980년대에 오스트레일리아의 호황을 불렀으며, 호크 내각은 1991년까지 장기 집권을 하게 되었다. 호크 내각은 의료복지와 토지복지를 신설하였으며, 아시아 태평양 경제협력체를 결성하였으며, 가족보장제를 실시하였다. 호크의 뒤를 이어 총리직에 오른 폴 키팅은 1993년 총선에서 재집권에 성공해 일련의 정책을 계속 폈다. 그러나 1996년에 치러진 총선에서 존 하워드를 대표로 한 보수연립에게 대패하면서 노동당은 13년의 장기 집권을 끝내고 다시 야당으로 돌아왔다.

### 캐빈 러드 전 총리

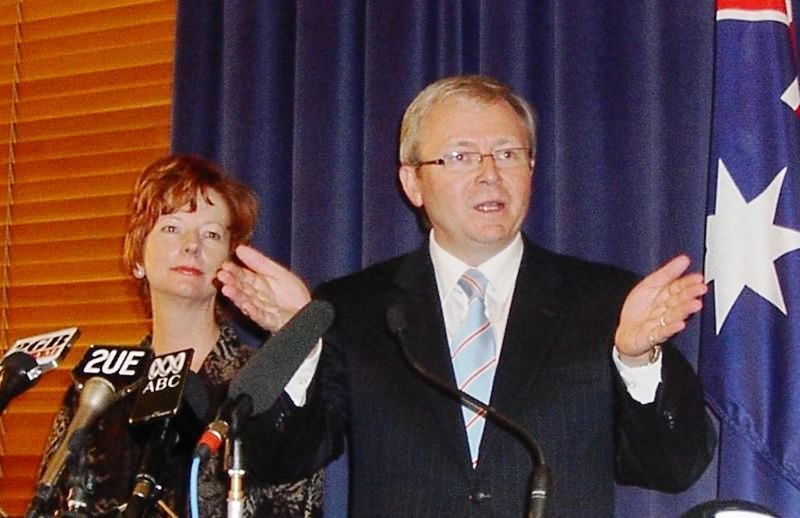
케빈 러드와 줄리아 길라드

존 하워드 총리 내에서 11년 동안 야당을 지낸 노동당은 2006년에 케빈 러드를 당대표로 선출하였다. 케빈 러드는 중도적 노선의 확대 보관됨 2022-08-14 - 웨이백 머신를 통해 2007년 총선에서 하워드를 꺾고 총리직에 선출되었다. 러드는 최초로 원주민들에게 사과를 하며 경제위기에 발빠르게 대처에 높은 지지를 보였다. 그러나 2010년에 러드 내각은 탄소세를 신설하였으며 이에 대중적 인기가 떨어지면서 재집권이 불투명하게 되었다. 이에 부총리였던 줄리아 길라드는 재신임 투표에서 러드를 꺾고 총리 자리를 차지하였다. 길라드는 이어 치러진 총선에서 헝 의회가 나오자 녹색당과 무소속 의원들의 지지 속에 총리직을 유지하였다.

### 2009년 이후
이후 길라드 내각은 보수주의적 경제정책과 당내 분열로 인해 낮은 지지도를 보였다. 이에 길라드는 여러번에 걸친 재신임 투표를 통해 자신의 신임을 물으면서 임기를 연장해 나갔다, 2013년에 치러진 재신임 투표에서 길라드는 러드에게 패해 총리직에서 물러났다. 다시 총리로 돌아온 길라드는 정국 불안을 해소하기 위해 조기 총선을 실시하였다. 그러나 잦은 실수와 당내 분열에 따른 혼란으로 인해 노동당은 보수연립에 대패해 6년 만에 야당으로 추락하였다. 이에 길라드는 곧 대표직에서 사퇴하였다. 노동당은 이후 빌 쇼튼을 대표로 내세웠다. 이후 집권기에 빼앗겼던 지방 정부를 다시 되찾으면서 노동당은 다시 지지도를 회복하였으나, 2016년 총선에서 노동당은 보수연립과 50.1:49.9로 팽팽한 접전을 벌인 히우 보수연립이 가까스로 과반에 미친 의석을 차지하면서 다수당 직위를 상실하였다.

## 당의 주요 정책
2007년 4월 전국전당대회에서 결의한 당의 핵심정책은 다음과 같다.
2007년 5월 현재 '더욱 빠른 초고속통신망 구축'캠페인을 벌이고 있다. 집권시 27억$의 공공투자를 통해 전국 98%의 지역에 현재보다 40배 더 빠른 속도(약 6Mbps)의 인터넷망을 구축하겠다고 발하여 평소 느린 속도에 불만이 많은 유권자들에게 주목을 받았다..

## 역대 선거결과

### 오스트레일리아 총선
| 선거   | 의석     | +/– | 합계      | 득표율 | 집권 여부 | 대표          |
| ------ | -------- | --- | --------- | ------ | --------- | ------------- |
| 1901년 | 14 / 75  | 14  | 79,736    | 15.76% | 제3당     | 크리스 왓슨   |
| 1903년 | 22 / 75  | 7   | 223,163   | 30.95% | 제3당     | 크리스 왓슨   |
| 1906년 | 26 / 75  | 4   | 348,711   | 36.64% | 여당      | 크리스 왓슨   |
| 1910년 | 42 / 75  | 16  | 660,864   | 49.9%  | 여당      | 앤드루 피셔   |
| 1913년 | 37 / 75  | 5   | 921,099   | 48.47% | 야당      | 앤드루 피셔   |
| 1914년 | 42 / 75  | 5   | 858,451   | 50.89% | 여당      | 앤드루 피셔   |
| 1917년 | 22 / 75  | 20  | 827,541   | 43.94% | 야당      | 프랭크 튜더   |
| 1919년 | 26 / 75  | 4   | 811,244   | 42.49% | 야당      | 프랭크 튜더   |
| 1922년 | 29 / 75  | 3   | 665,145   | 42.30% | 야당      | 매튜 찰튼     |
| 1925년 | 23 / 75  | 6   | 1,313,627 | 45.04% | 야당      | 매튜 찰튼     |
| 1928년 | 31 / 75  | 8   | 1,158,505 | 44.64% | 야당      | 제임스 스컬린 |
| 1929년 | 46 / 75  | 15  | 1,406,327 | 48.84% | 여당      | 제임스 스컬린 |
| 1931년 | 14 / 75  | 32  | 859,513   | 27.10% | 야당      | 제임스 스컬린 |
| 1934년 | 18 / 74  | 4   | 952,251   | 26.81% | 야당      | 제임스 스컬린 |
| 1937년 | 29 / 74  | 11  | 1,555,737 | 43.17% | 야당      | 존 커틴       |
| 1940년 | 32 / 74  | 3   | 1,556,941 | 40.16% | 야당      | 존 커틴       |
| 1943년 | 49 / 74  | 17  | 2,058,578 | 49.94% | 여당      | 존 커틴       |
| 1946년 | 43 / 75  | 6   | 2,159,953 | 49.71% | 여당      | 벤 치플리     |
| 1949년 | 47 / 121 | 4   | 2,117,088 | 45.98% | 야당      | 벤 치플리     |
| 1951년 | 52 / 121 | 5   | 2,174,840 | 47.63% | 여당      | 벤 치플리     |
| 1954년 | 57 / 121 | 5   | 2,280,098 | 50.03% | 야당      | 허버트 에바트 |
| 1955년 | 47 / 122 | 10  | 1,961,829 | 44.63% | 야당      | 허버트 에바트 |
| 1958년 | 45 / 122 | 2   | 2,137,890 | 42.81% | 야당      | 허버트 에바트 |
| 1961년 | 60 / 122 | 15  | 2,512,929 | 47.90% | 야당      | 아서 콜웰     |
| 1963년 | 50 / 122 | 10  | 2,489,184 | 45.47% | 야당      | 아서 콜웰     |
| 1966년 | 41 / 124 | 9   | 2,282,834 | 39.98% | 야당      | 아서 콜웰     |
| 1969년 | 59 / 125 | 18  | 2,870,792 | 46.95% | 야당      | 고프 휘틀럼   |
| 1972년 | 67 / 125 | 8   | 3,273,549 | 49.59% | 여당      | 고프 휘틀럼   |
| 1974년 | 66 / 127 | 1   | 3,644,110 | 49.30% | 여당      | 고프 휘틀럼   |
| 1975년 | 36 / 127 | 30  | 3,313,004 | 42.84% | 야당      | 고프 휘틀럼   |
| 1977년 | 38 / 124 | 2   | 3,141,051 | 39.65% | 야당      | 고프 휘틀럼   |
| 1980년 | 51 / 125 | 13  | 3,749,565 | 45.15% | 야당      | 빌 헤이든     |
| 1983년 | 75 / 125 | 24  | 4,297,392 | 49.48% | 여당      | 밥 호크       |
| 1984년 | 82 / 148 | 7   | 4,120,130 | 47.55% | 여당      | 밥 호크       |
| 1987년 | 86 / 148 | 4   | 4,222,431 | 45.76% | 여당      | 밥 호크       |
| 1990년 | 78 / 148 | 8   | 3,904,138 | 39.44% | 여당      | 밥 호크       |
| 1993년 | 80 / 148 | 2   | 4,751,390 | 44.92% | 여당      | 폴 키팅       |
| 1996년 | 49 / 148 | 31  | 4,217,765 | 38.69% | 야당      | 폴 키팅       |
| 1998년 | 67 / 148 | 18  | 4,454,306 | 40.10% | 야당      | 킴 비즐리     |
| 2001년 | 65 / 150 | 2   | 4,341,420 | 37.84% | 야당      | 킴 비즐리     |
| 2004년 | 60 / 150 | 5   | 4,408,820 | 37.63% | 야당      | 마크 레이섬   |
| 2007년 | 83 / 150 | 23  | 5,388,184 | 43.38% | 여당      | 케빈 러드     |
| 2010년 | 72 / 150 | 11  | 4,711,363 | 37.99% | 여당      | 줄리아 길러드 |
| 2013년 | 55 / 150 | 17  | 4,311,365 | 33.38% | 야당      | 케빈 러드     |
| 2016년 | 68 / 150 | 13  | 3,688,484 | 35.4%  | 야당      | 빌 쇼튼       |

## 역대 당대표

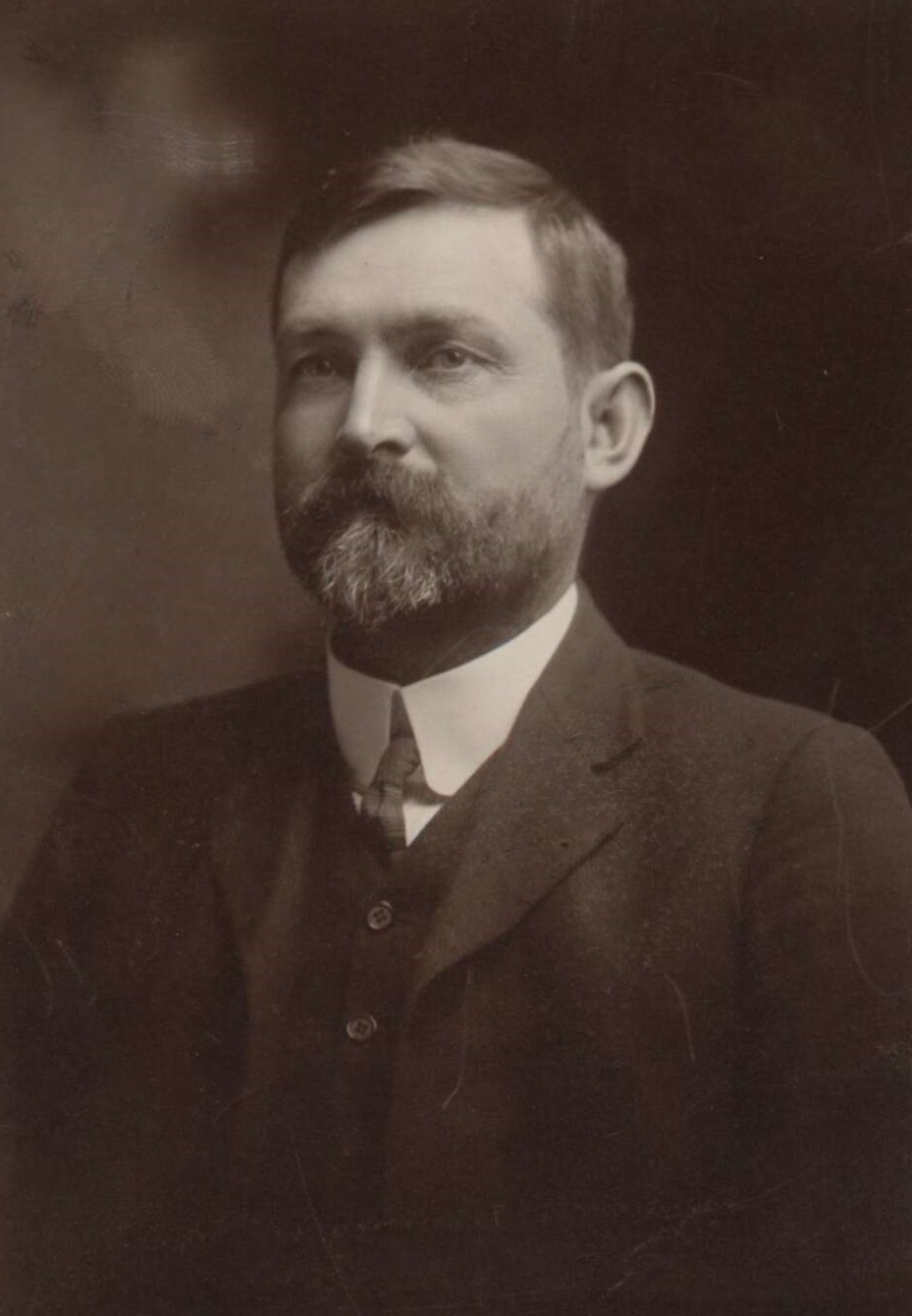
크리스 왓슨 (1901년~1907년)
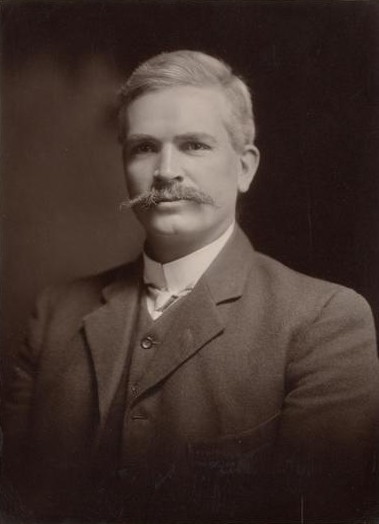
앤드루 피셔 (1907년~1915년)
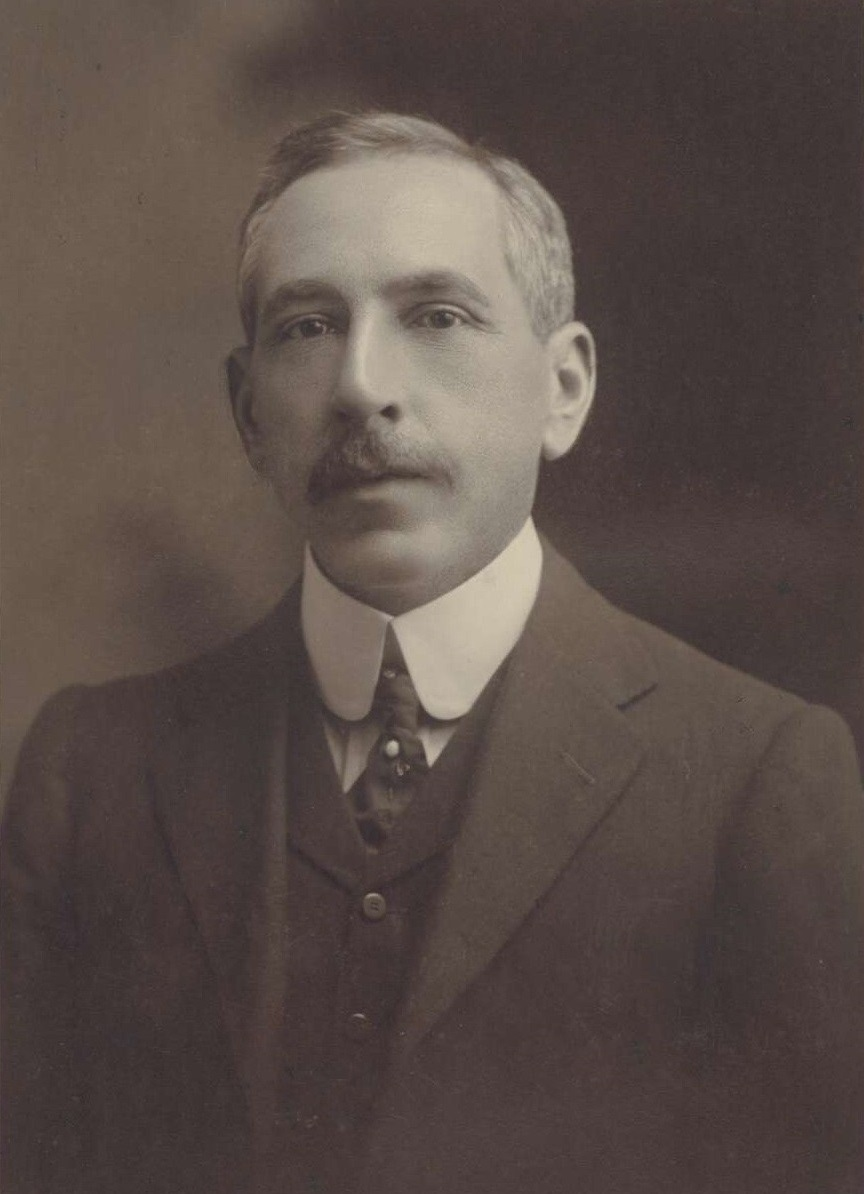
빌리 휴스 (1915년~1916년)
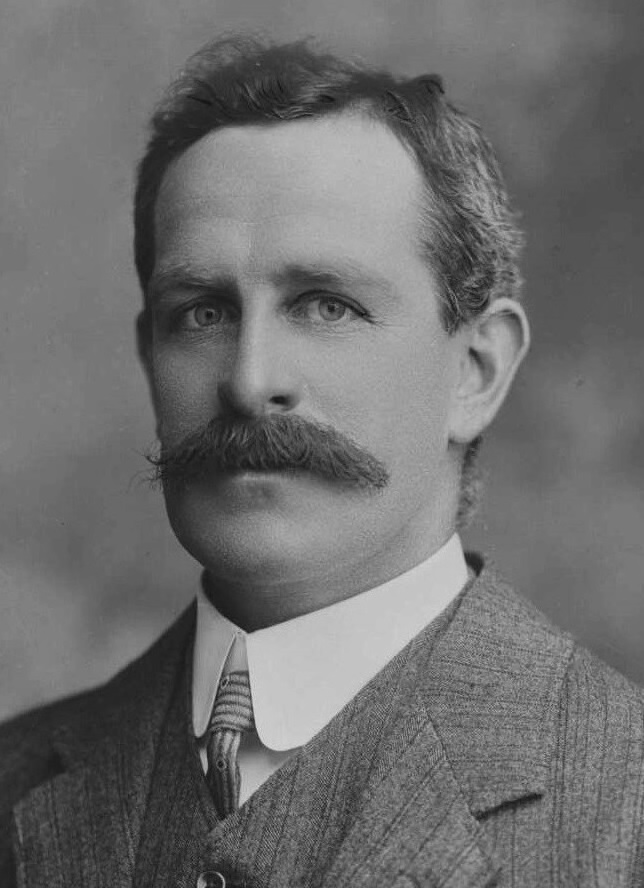
프랭크 튜더 (1916년~1922년)
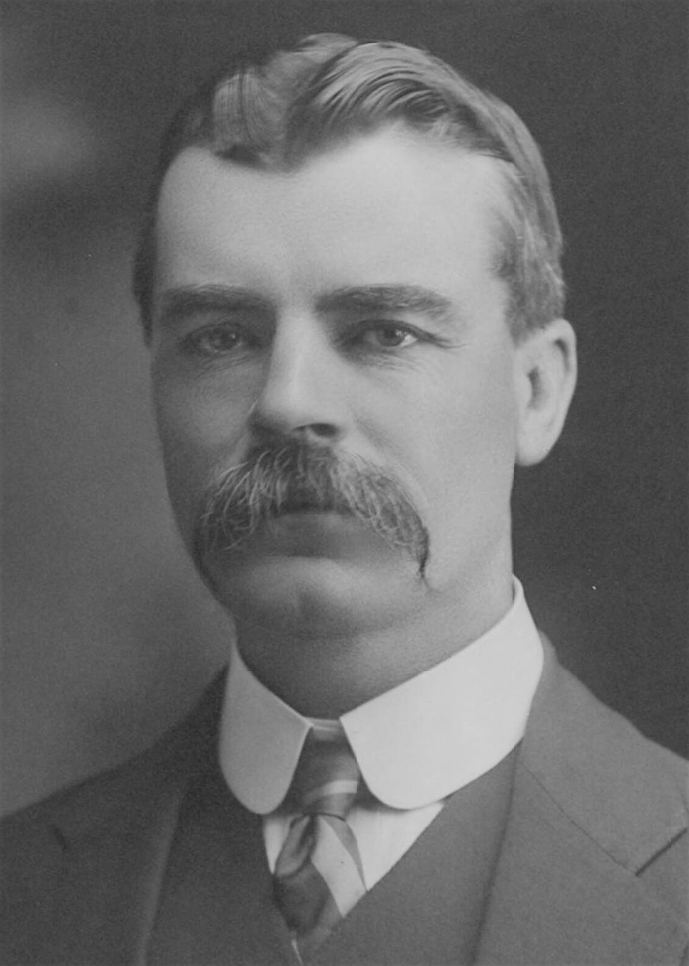
매튜 찰튼 (1922년~1928년)
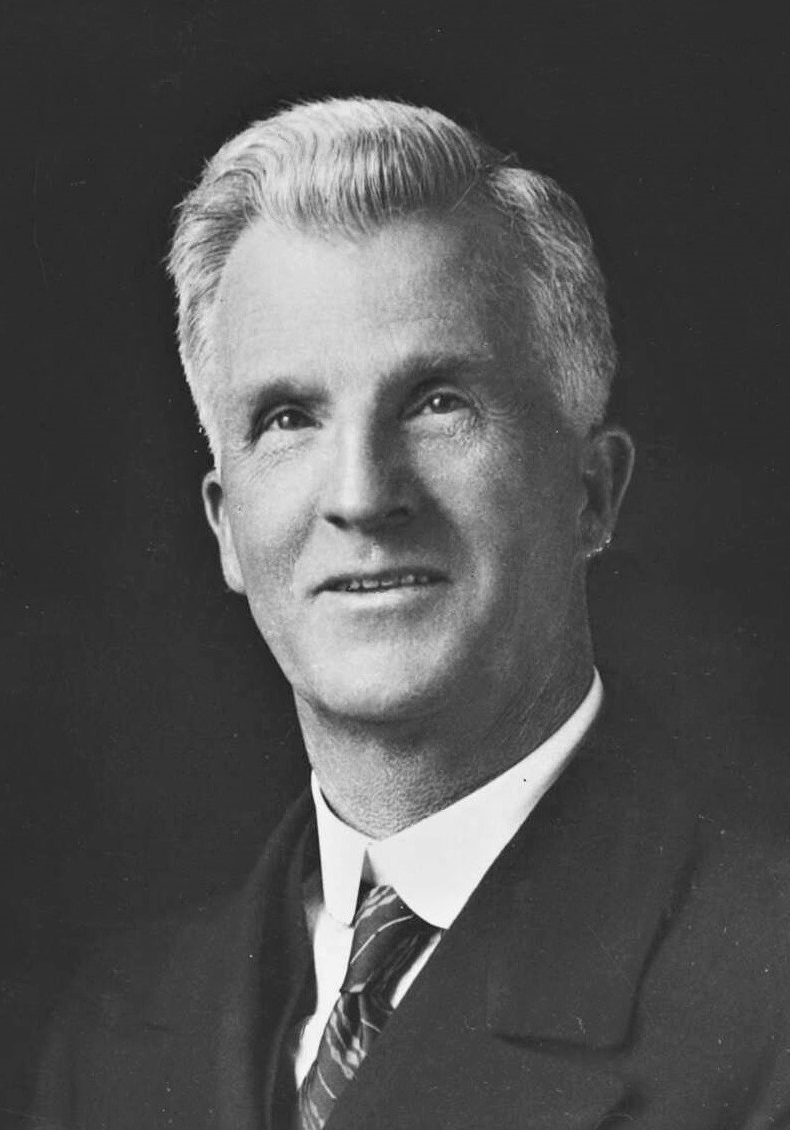
제임스 스컬린 (1928년~1935년)
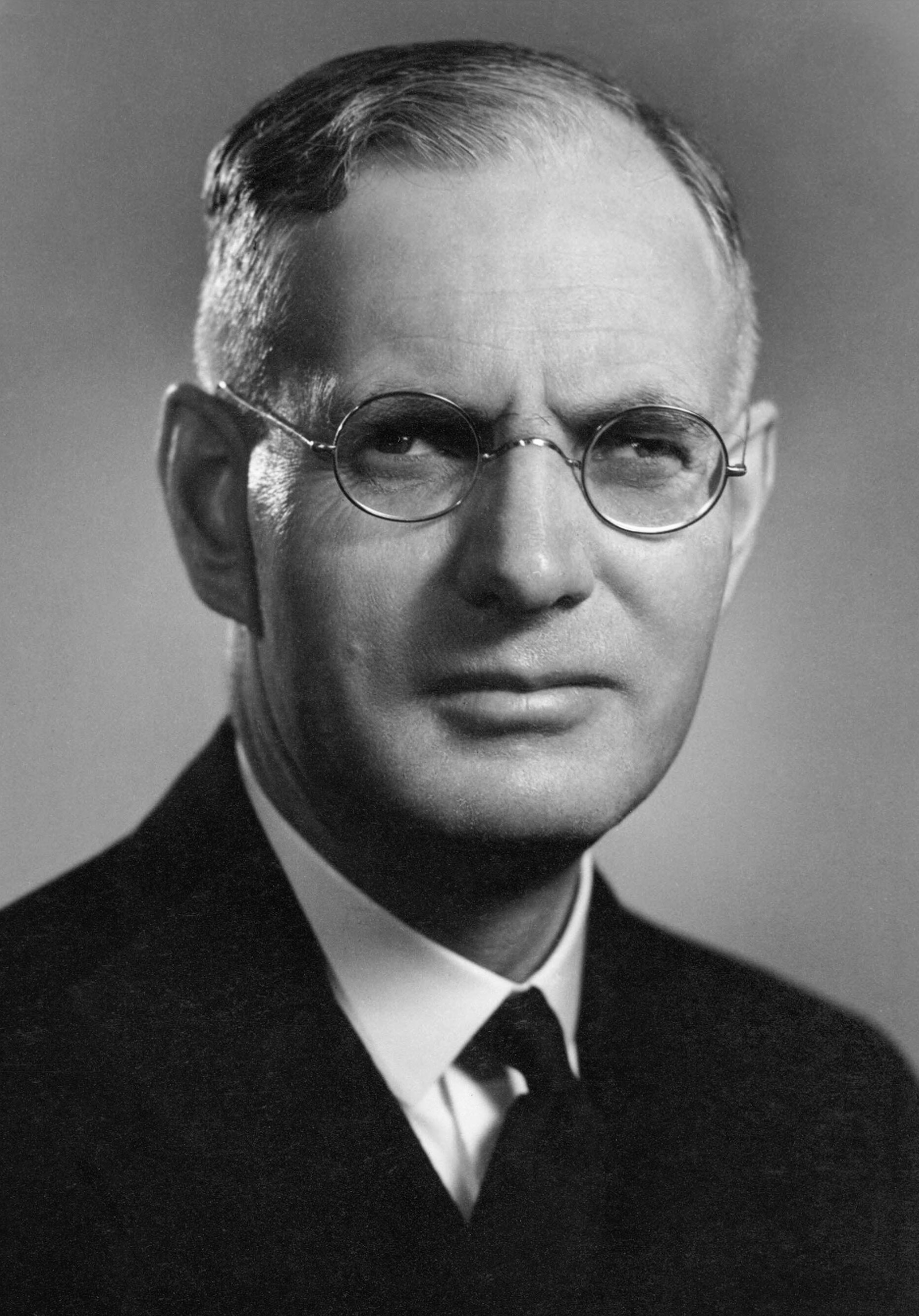
존 커틴 (1935년~1945년)
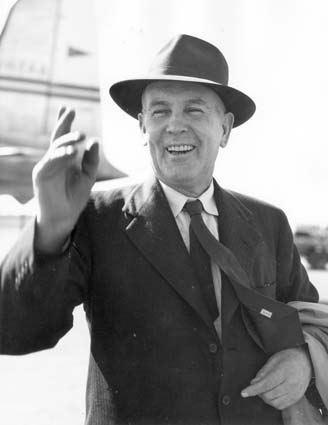
벤 치플리 (1945년~1951년)
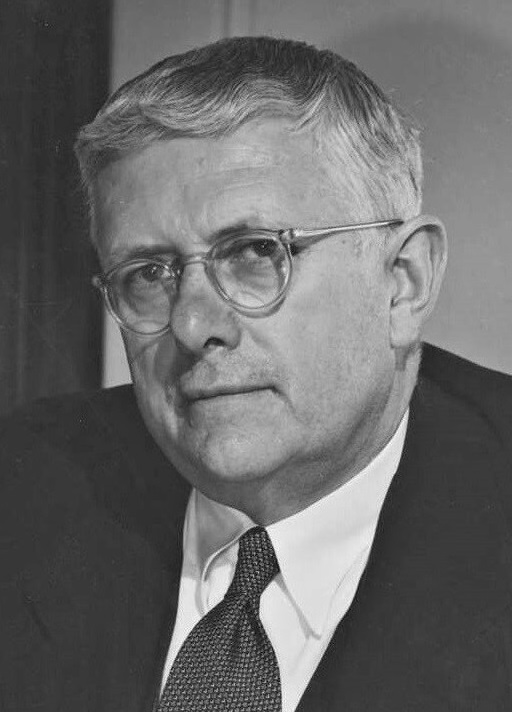
허버트 에버렛 (1951년~1960년)
아서 칼웰 (1960년~1967년)
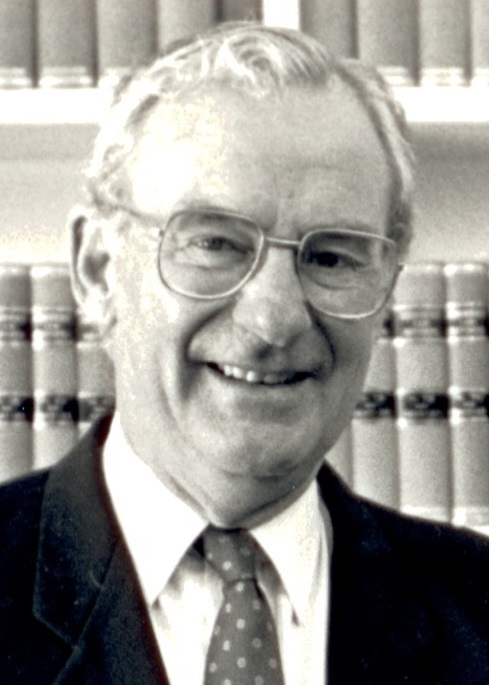
빌 헤이든 (1977년~1983년)
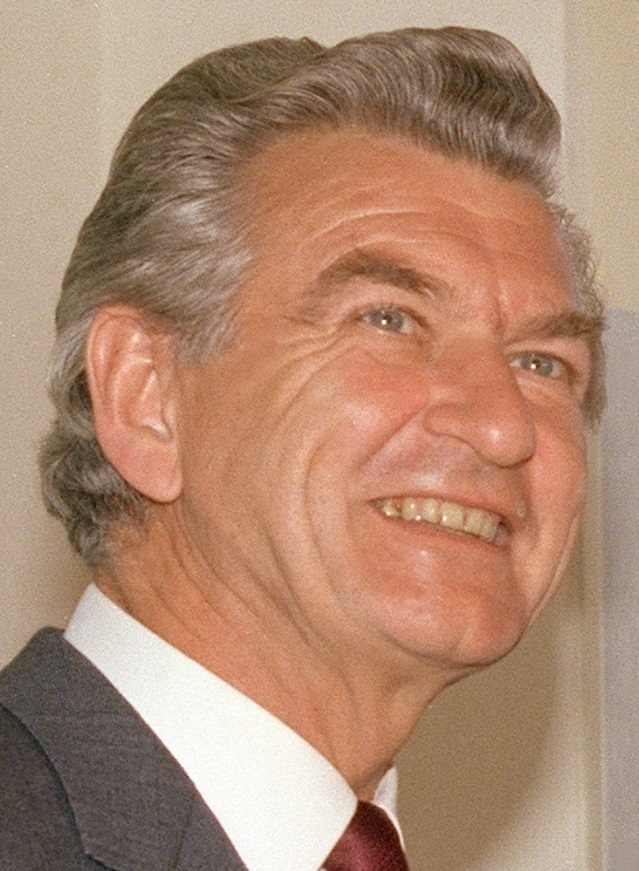
밥 호크 (1983년~1991년)
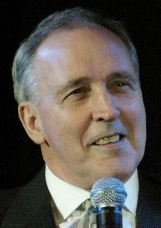
폴 키팅 (1991년~1996년)
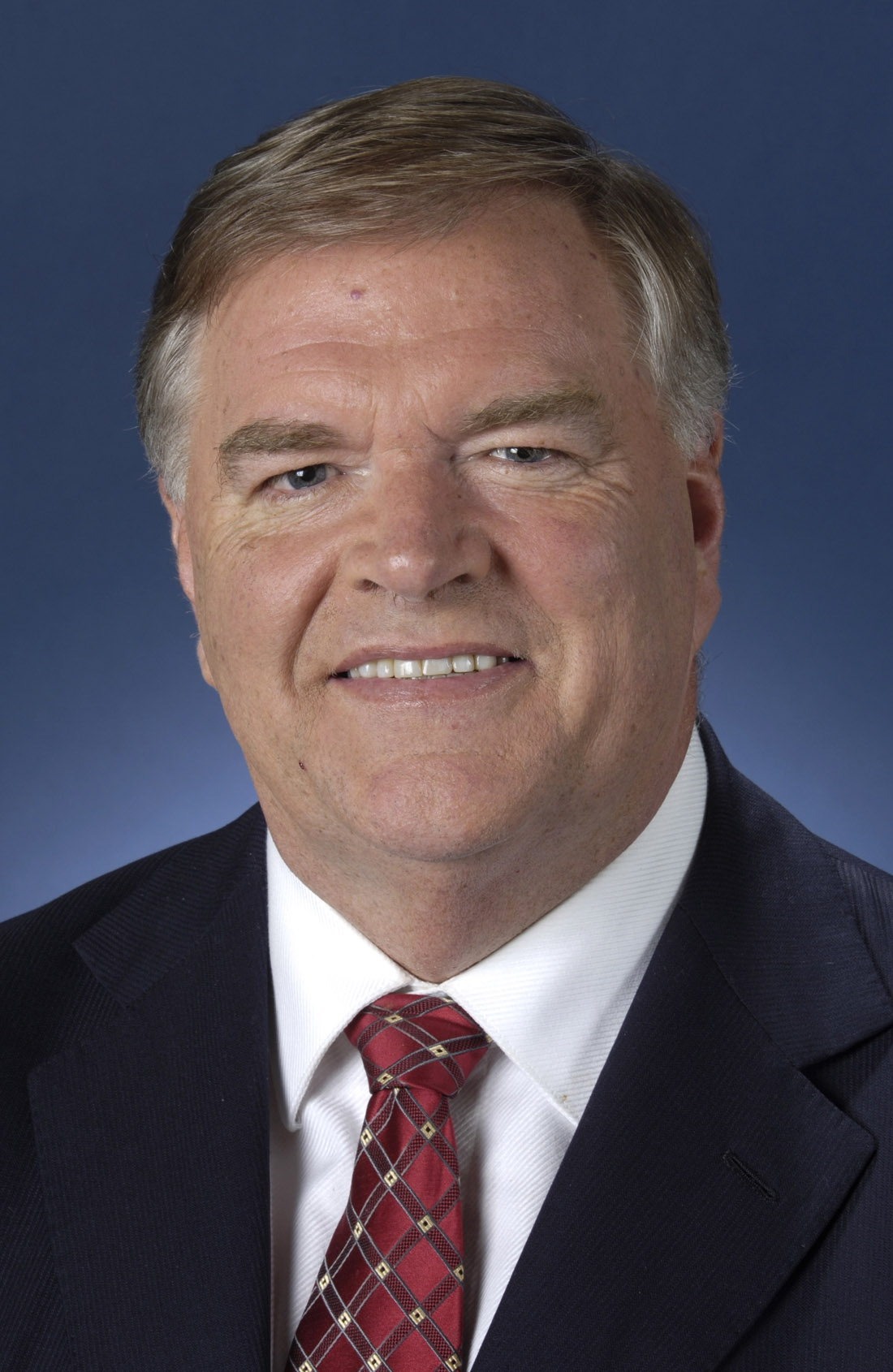
킴 비즐리 (1996년~2001년)
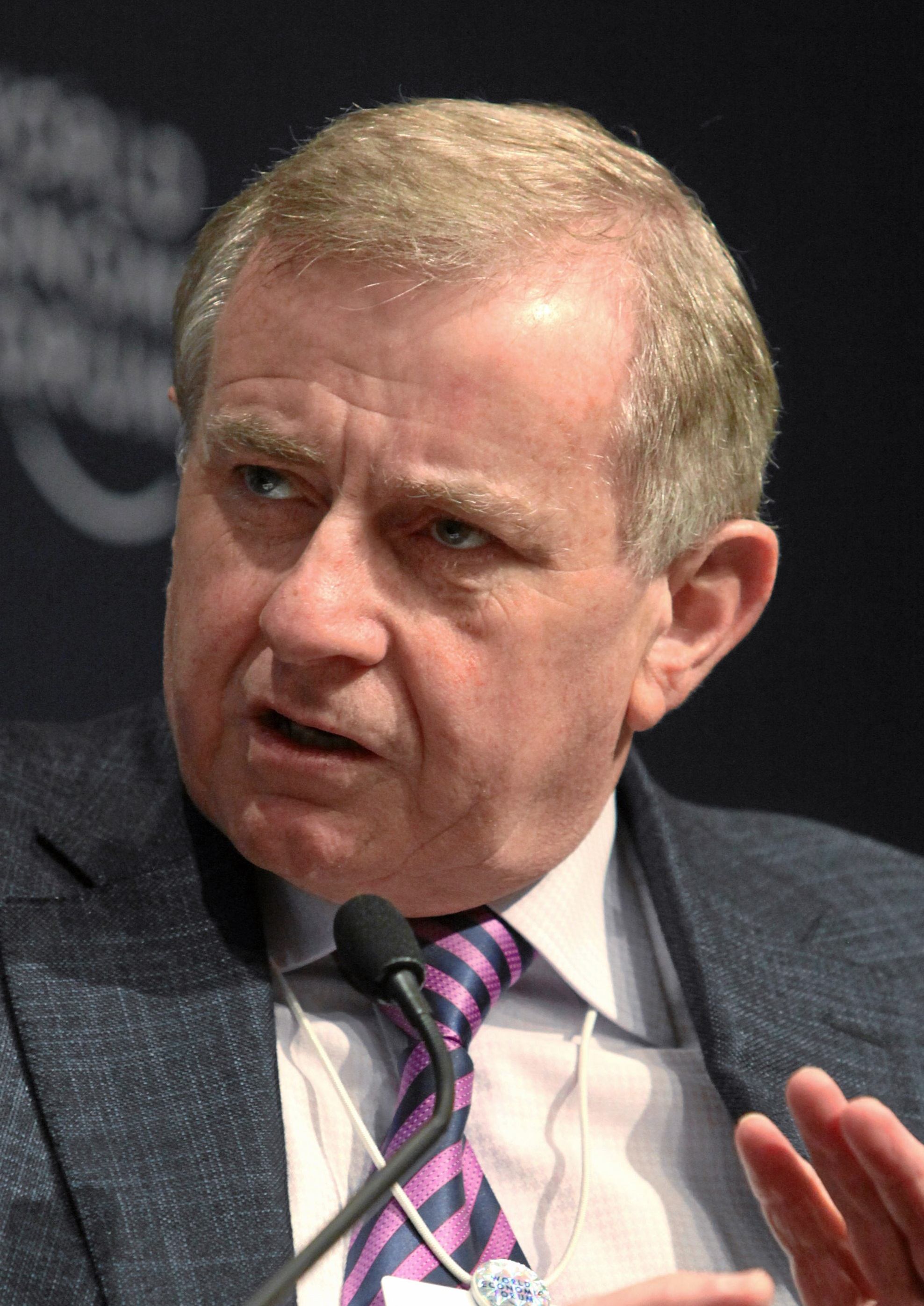
사이먼 크린 (2001년~2003년)
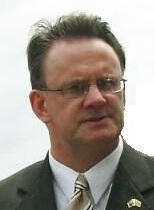
마크 레이섬 (2003년~2005년)
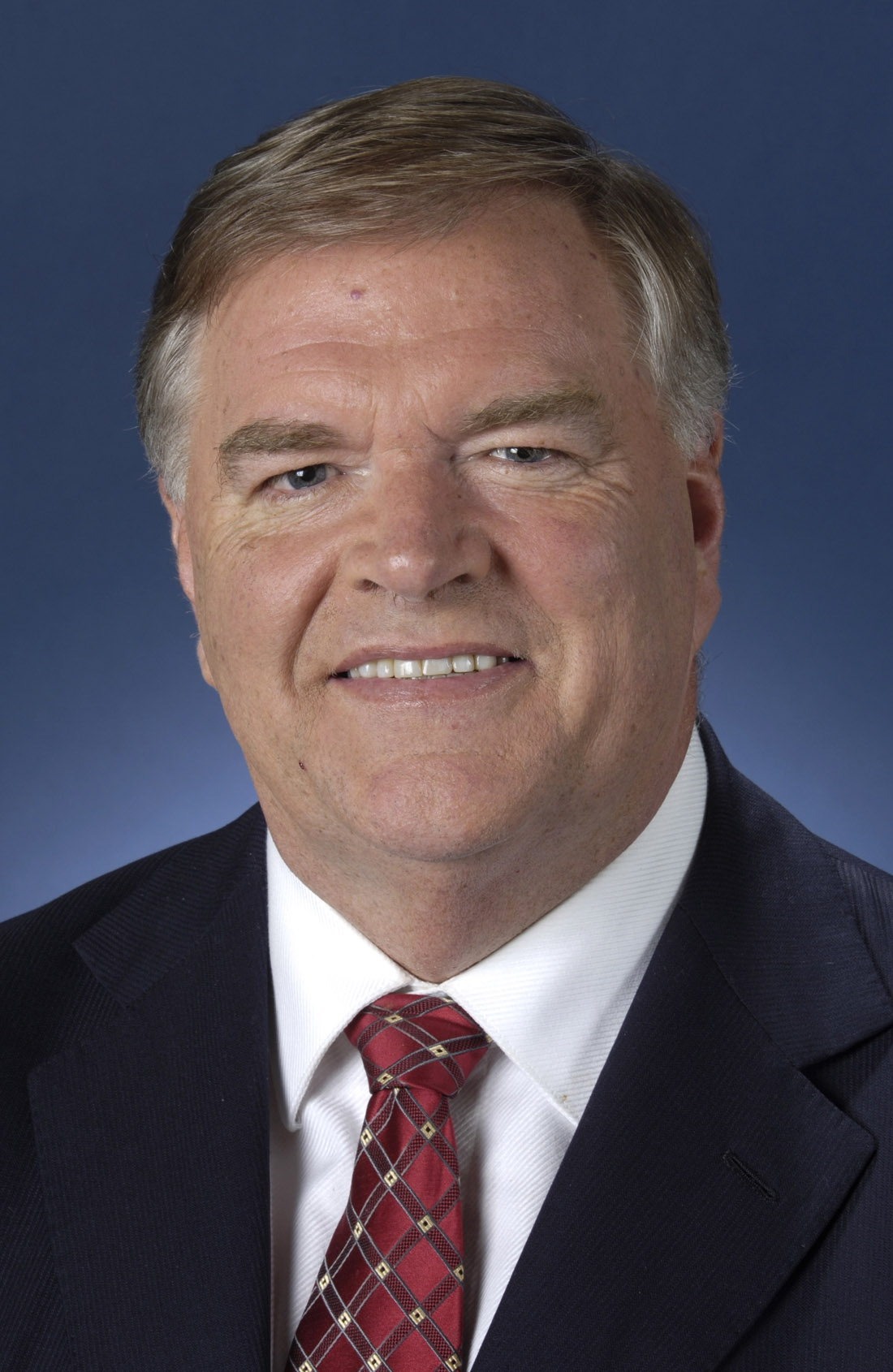
킴 비즐리 (2005년~2006년)
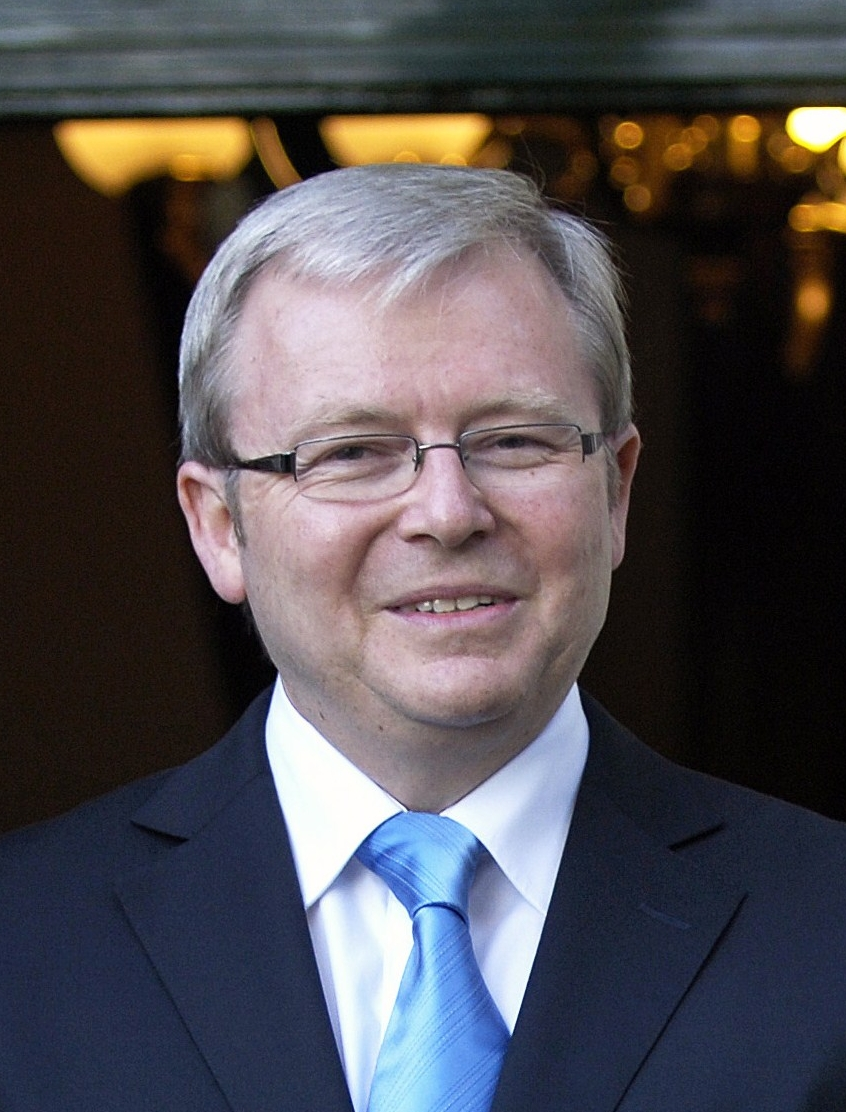
케빈 러드 (2006년~2010년)
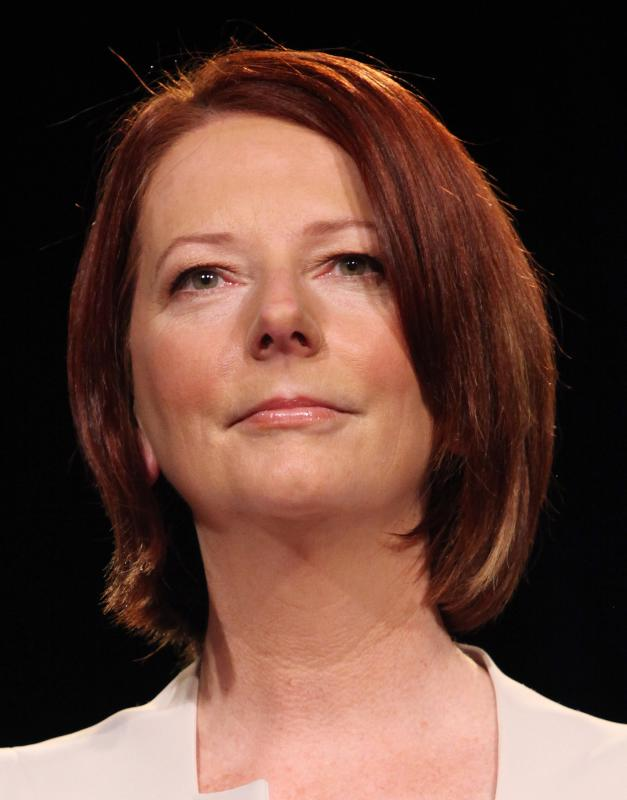
줄리아 길라드 (2010년~2013년)
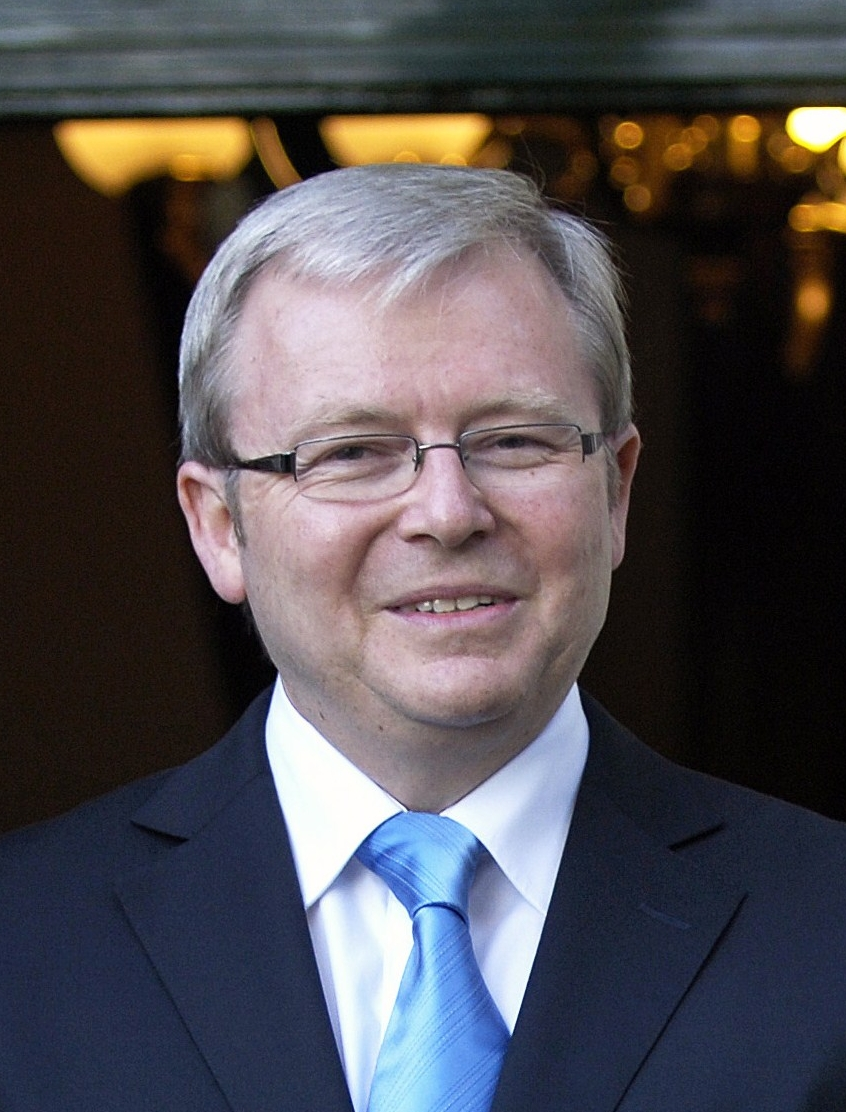
케빈 러드 (2013년)
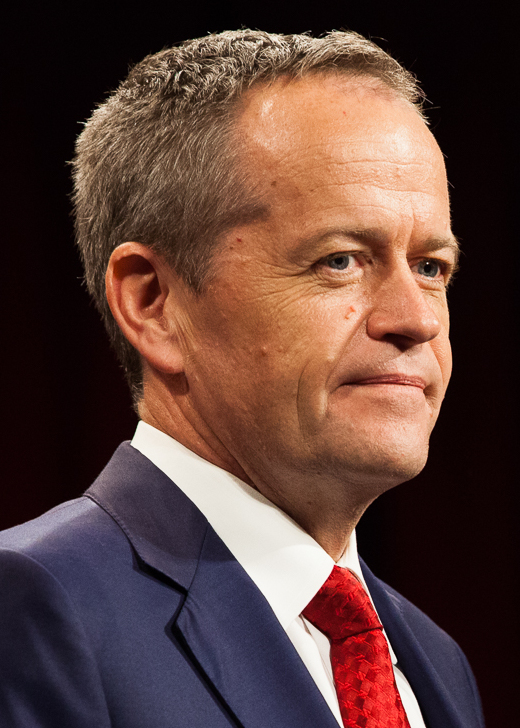
빌 쇼튼 (2013년~)

## 같이 보기
- 오스트레일리아 보수연립
- 오스트레일리아 민주당
- 오스트레일리아 녹색당